# Noyelles-lès-Vermelles
Noyelles-lès-Vermelles è un comune francese di 2 188 abitanti situato nel dipartimento del Passo di Calais nella regione dell'Alta Francia.

## Società

### Evoluzione demografica
Abitanti censiti